# Paide Linnameeskond
Maillots
Actualités
Dernière mise à jour : 12 août 2025.
Paide Linnameeskond est un club estonien de football basé à Paide. Le club a été fondé en 1990. Le 30 juin 2015, le club gagne 31-0 en Coupe d'Estonie contre le club de JK Raudteetoolised après avoir mené 19-0 à la mi-temps.

## Historique
- 1990 : fondation du club

## Bilan sportif

### Palmarès
- Championnat d'Estonie :
  - Vice-champion : 2020
- Coupe d'Estonie (1) :
  - Vainqueur : 2022
  - Finaliste : 2015 et 2024
- Supercoupe d'Estonie :
  - Finaliste : 2021

### Bilan européen
Note : dans les résultats ci-dessous, le score du club est toujours donné en premier
| Saison    | Compétition             | Tour             | Club             | Domicile | Extérieur | Total             |
| --------- | ----------------------- | ---------------- | ---------------- | -------- | --------- | ----------------- |
| 2020-2021 | Ligue Europa            | Premier tour Q   | Žalgiris Vilnius | N/A      | 0 - 2     | 0 - 2             |
| 2021-2022 | Ligue Europa Conférence | Premier tour Q   | Śląsk Wrocław    | 1 - 2    | 0 - 2     | 1 - 4             |
| 2022-2023 | Ligue Europa Conférence | Premier tour Q   | Dinamo Tbilissi  | 1 - 2 ap | 3 - 2     | 4 - 4 (6 - 5 tab) |
| 2022-2023 | Ligue Europa Conférence | Deuxième tour Q  | Ararat-Armenia   | 0 - 0 ap | 0 - 0     | 0 - 0 (5 - 3 tab) |
| 2022-2023 | Ligue Europa Conférence | Troisième tour Q | RSC Anderlecht   | 0 - 2    | 0 - 3     | 0 - 5             |
| 2023-2024 | Ligue Europa Conférence | Premier tour Q   | HB Tórshavn      | 0 - 2 ap | 0 - 0     | 0 - 2             |
| 2024-2025 | Ligue Conférence        | Premier tour Q   | Bala Town        | 1 - 1 ap | 2 - 1     | 3 - 2             |
| 2024-2025 | Ligue Conférence        | Deuxième tour Q  | UMF Stjarnan     | 4 - 0    | 1 - 2     | 5 - 2             |
| 2024-2025 | Ligue Conférence        | Troisième tour Q | BK Häcken        | 1 - 1    | 1 - 6     | 2 - 7             |
| 2025-2026 | Ligue Conférence        | Premier tour Q   | Bruno's Magpies  | 4 - 1    | 3 - 2     | 7 - 3             |
| 2025-2026 | Ligue Conférence        | Deuxième tour Q  | AIK Fotboll      | 0 - 2    | 0 - 6     | 0 - 8             |

Légende
- Victoire ou qualification pour le tour suivant.
- Match nul.
- Défaite ou élimination de la compétition.